# Famille nombreuse (EP)
Pour les articles homonymes, voir Famille nombreuse (homonymie).
Albums de Roméo Elvis
Bruxelles c'est devenu la jungle
(2013) Morale
(2016)
Famille nombreuse est le deuxième EP du rappeur belge Roméo Elvis, sorti le 6 décembre 2014,,,.

## Liste des titres
| No  | Titre                            | Durée |
| --- | -------------------------------- | ----- |
| 1.  | Cousin dégueulasse               | 2:51  |
| 2.  | Le capitaine                     | 2:46  |
| 3.  | Dose de cuivre (feat. Primero)   | 3:16  |
| 4.  | Calme                            | 2:44  |
| 5.  | Drôle de décision                | 4:57  |
| 6.  | Sablier (feat. Primero et Swing) | 3:05  |
| 7.  | François Pignon (feat. Jeanjass) | 3:01  |
| 8.  | Poignée de Punchline             | 1:55  |
| 9.  | La nostalgie                     | 3:35  |
| 10. | Chronique d'un tueur             | 4:22  |